# 埃马努埃莱·贝劳多·迪普拉洛尔莫
埃马努埃莱·贝劳多·迪普拉洛尔莫（義大利語：Emanuele Beraudo di Pralormo，1887年7月13日—1960年10月11日），意大利男子马术运动员。他曾代表意大利参加1924年夏季奥林匹克运动会马术比赛，获得团体三日赛铜牌。